# Cheviot (Ohio)
Pour les articles homonymes, voir Cheviot.
Cheviot est une ville américaine située dans le comté de Hamilton, dans l'Ohio. Selon le recensement de 2010, sa population est de 8 375 habitants.